# Challenger de Gimcheon 2015
El torneo Gimcheon Open ATP Challenger 2015 es un torneo profesional de tenis. Pertenece al ATP Challenger Series 2015. Se disputó su ª edición sobre superficie dura, en Gimcheon, Corea de sur, entre el 1 y el 7 de junio de 2015.

## Jugadores participantes del cuadro de individuales
| Favorito | País                      | Jugador              | Rank1 | Posición en el torneo |
| -------- | ------------------------- | -------------------- | ----- | --------------------- |
| 1        | Bandera de Japón          | Go Soeda             | 92    | Segunda ronda         |
| 2        | Bandera de China Taipéi   | Chen Ti              | 216   | Primera ronda         |
| 3        | Bandera de Estados Unidos | Daniel Nguyen        | 242   | Primera ronda         |
| 4        | Bandera de la India       | Ramkumar Ramanathan  | 258   | Segunda ronda         |
| 5        | Bandera de Estados Unidos | Connor Smith         | 271   | FINAL                 |
| 6        | Bandera de Japón          | Takuto Niki          | 281   | Segunda ronda         |
| 7        | Bandera de España         | David Pérez Sanz     | 303   | Primera ronda         |
| 8        | Bandera de Estados Unidos | Alexander Sarkissian | 312   | CAMPEÓN               |

- 1 Se ha tomado en cuenta el ranking del 25 de mayo de 2015.

### Otros participantes
Los siguientes jugadores recibieron una invitación (wild card), por lo tanto ingresan directamente al cuadro principal (WC):
- Lee Duck-hee
- Lee Jea-moon
- Kim Young-seok
- Kwon Soon-woo

Los siguientes jugadores ingresan al cuadro principal tras disputar el cuadro clasificatorio (Q):
- Jang Woo-hyeok
- Blake Mott
- Na Jung-woong
- Christopher O'Connell

## Campeones

### Individual Masculino
- Alexander Sarkissian derrotó en la final a  Connor Smith, 7–6(7–5), 6–4

### Dobles Masculino
- Li Zhe /  Jose Rubin Statham derrotaron en la final a  Dean O'Brien /  Ruan Roelofse, 6–4, 6–2